# Servetsezâ Kadın
Servetsezâ Kadın (en turco otomano: ثروت سزا قادين‎ ; 1823 - 24 de septiembre de 1878; que significa "digno de riquezas" en persa) era la primera y principal consorte del sultán Abdulmejid I del Imperio Otomano, fue la madre adoptiva de Mehmed V, Fatma Sultan y Refia Sultan hijos de Gülcemal Kadın.

## Primeros años de vida
Según el autor de memorias Harun Achba, Servetseza nació en Maykop, en el año de 1823, era de origen circasiano y georgiano, pertenecía a la familia principesca Temruko. Era hija del príncipe Mansur Temruko y una de sus consortes, una princesa georgiana de la familia Dadeşkeliani. Nació en 1823 en Maykop, la capital de la República Adyghe. Había sido educada en la casa de Esma Sultan, hija del sultán Abdul Hamid I. El historiador turco Necdet Sakaoglu no indica la fecha de nacimiento de Servetseza, pero señala que murió en 1878 "a la edad de 50 años". .
Cuando Abdulmejid ascendió al trono, tras la muerte de su padre el 2 de julio de 1839, Bezmiâlem Sultan la seleccionó como consorte de su hijo, el nuevo Sultán, porque Servetseza era mitad georgiana que la propia Valide Sultan. El matrimonio tuvo lugar en 1839, y Servetseza se convirtió en su principal consorte con el título de "BaşKadin"  inmediatamente después de la boda, posición en la que permaneció durante todo su reinado.
Leyla Achba, escribe en sus memorias que fue una mujer inteligente y culta. Charles White, quien visitó Estambul en 1843, dijo lo siguiente sobre ella:

The Buyuk Kadinn...is described by those ladies who knew her previously to her removal to the palace as an interesting and accomplished woman, but not extraordinary for extra charms.

Otra de sus damas de honor fue Dürrinev Hanim, quien más tarde se convirtió en Baş Kadin del sultán Abdülaziz .
Servetseza se quedó sin hijos, porque Abdülmejid no se sentía atraído por ella, pero nunca se quejó y Abdülmecid la respetó. Después de la muerte de Gülcemal Kadın en 1851, sus hijos, Fatma Sultan, Refia Sultan y Şehzade Mehmed Reşad (futuro Mehmed V ) fueron confiados a su cuidado. Le había pedido a Abdulmejid que tomara a los niños huérfanos bajo su ala y los criara como propios, y llevó a cabo los deberes de una madre que cuida a sus hijos con compasión y preocupación. También amaba como a su propio hijo al futuro Murad V.
Cuando Bezmiâlem Sultan murió en 1853, Servetseza quedó a cargo del harén de Abdulmejid. En esta ocasión, Şevkefza Kadın se animó por el afecto de Servetseza Kadın por el heredero Şehzade Mehmed Murad (futuro Sultán Murad V ) y el deseo de Abdulmejid de ver a su hijo como el próximo Sultán, y se levantó en oposición a Pertevniyal Sultan y su hijo Şehzade Abdulaziz (el futuro Sultán Abdulaziz ).

## Viudez, muerte y secuelas
Servetseza favoreció a Murad V, uno de los hijos de Abdülmecid, a quien amaba como suyo, y a la muerte de Abdülmecid trató de ponerlo en el trono en lugar de su tío Abdülaziz, quien era el heredero legítimo, con la ayuda de la madre de Murad, Şevkefza Kadın, y una criada, Nakşifend Kalfa, como había sido la voluntad del difunto sultán, pero fracasó y Servetseza fue odiada junto con sus aliados por Pertevniyal Sultan, la madre de Abdülaziz.
Después de la muerte de Abdulmejid el 25 de junio de 1861 y el ascenso al trono de su hermano menor, el sultán Abdulaziz, Servetseza se instaló en el Palacio de Kabataş. En 1872, encargó una fuente en el patio de Özbekler Tekke en Üsküdar. Aparentemente, le tenía mucho cariño a Murad, y después de su deposición en 1876, indiscretamente le dijo a mucha gente que Abdul Hamid II le había usurpado el trono. Nunca reconoció a Abdül hamid II como sultán y siempre se refirió a él como el "regente".
Servetseza murió el 24 de septiembre de 1878 a la edad de cincuenta y cinco años y fue enterrada cerca del mausoleo de su esposo en la mezquita Yavuz Selim, Estambul . Algunos creen que fue asesinada. Se dice que una noche de Ramadán fue donde Abdul Hamid y le advirtió. Ella le ordenó que le devolviera el trono a su legítimo dueño. Después de fingir prestar atención a su advertencia, dispuso que le sirvieran una bebida envenenada. Murió a su regreso a su palacio. Fue enterrada en la Mezquita del Sultán Selim.

Ali Fuad Türkgeldi Bey, historiador otomano, describió el evento:
“Servetseza consideraba a Abdülhamid II solo un regente y pensaba que su amado Murad V, ya recuperado, debía ser restituido como sultán. A su hijo adoptivo, Şehzade Reşad Efendi, le dijo que iría a visitar a Abdülhamid II (a quien no reconoció como sultán, ya que lo llamó “Hamid Efendi”) para advertirle que devolviera el trono a Murad V. Reşad Efendi. dijo: ¡Madre, no hagas tal cosa! Solo traerá vergüenza para ti y nuestro hermano Murad Efendi”. Sin embargo, Servetseza fue a ver al sultán esa noche. A él, ella le dijo: “Mi león, ¿sabes por qué estoy aquí esta noche? Has estado actuando como regente de tu hermano durante dos años. Ahora es el momento de devolverle lo que es su derecho. Que reine”. Según Ali Fuad, Abdülhamid estuvo de acuerdo con ella: “Bueno, tienes razón, madre. Ya estaba pensando en esto. Volvamos a hablar después de la comida del desayuno”. Cuando se reencontraron, Abdülhamid le sirvió a Servetseza un sorbete envenenado, que ella bebió. Llevada de regreso al Palacio de Kabataş, murió al día siguiente.
Servetseza se había beneficiado mucho de su marido, Abdulmejid, por lo que los bienes que legó ascendían a una gran suma de valor, especialmente sus joyas. Por esta razón, Abdul Hamid no se las entregó a Reşad e hizo llevar sus joyas al Palacio de Yıldız para su custodia junto con dos grandes baúles con sus cosas. Sin embargo, después de que Abdul Hamid fuera depuesto en 1909, todas las joyas y baúles fueron devueltos al sultán recién entronizado Mehmed Reşad.

## Descendencia
Servetseza no tuvo hijos propios, pero adoptó a los tres hijos de su marido con su consorte Gülcemal Kadin cuando su madre murió en 1851:
- Fatma Sultan (1 de noviembre de 1840 - 26 de agosto de 1884). Se casó dos veces y tuvo un hijo y dos hijas.
- Refia Sultan (7 de febrero de 1842 - 4 de enero de 1880). Tenía una hermana gemela, Hatice Sultan, que murió recién nacida. Se casó una vez y tuvo una hija.
- Mehmed V Reşad (2 de noviembre de 1844 - 3 de julio de 1918). 35.º Sultán del Imperio Otomano.

## En literatura
- Servetseza es un personaje de la novela histórica de Hıfzı Topuz Abdülmecit: İmparatorluk Çökerken Sarayda 22 Yıl: Roman (2009).[18]